# یاناایزو، فوکوشیما
یاناایزو، فوکوشیما (به لاتین: Yanaizu, Fukushima) یک منطقهٔ مسکونی در ژاپن است که در استان فوکوشیما واقع شده‌است. یاناایزو ۱۷۶٫۰۷ کیلومترمربع مساحت و ۳٬۶۳۴ نفر جمعیت دارد.